# سنگ هیل

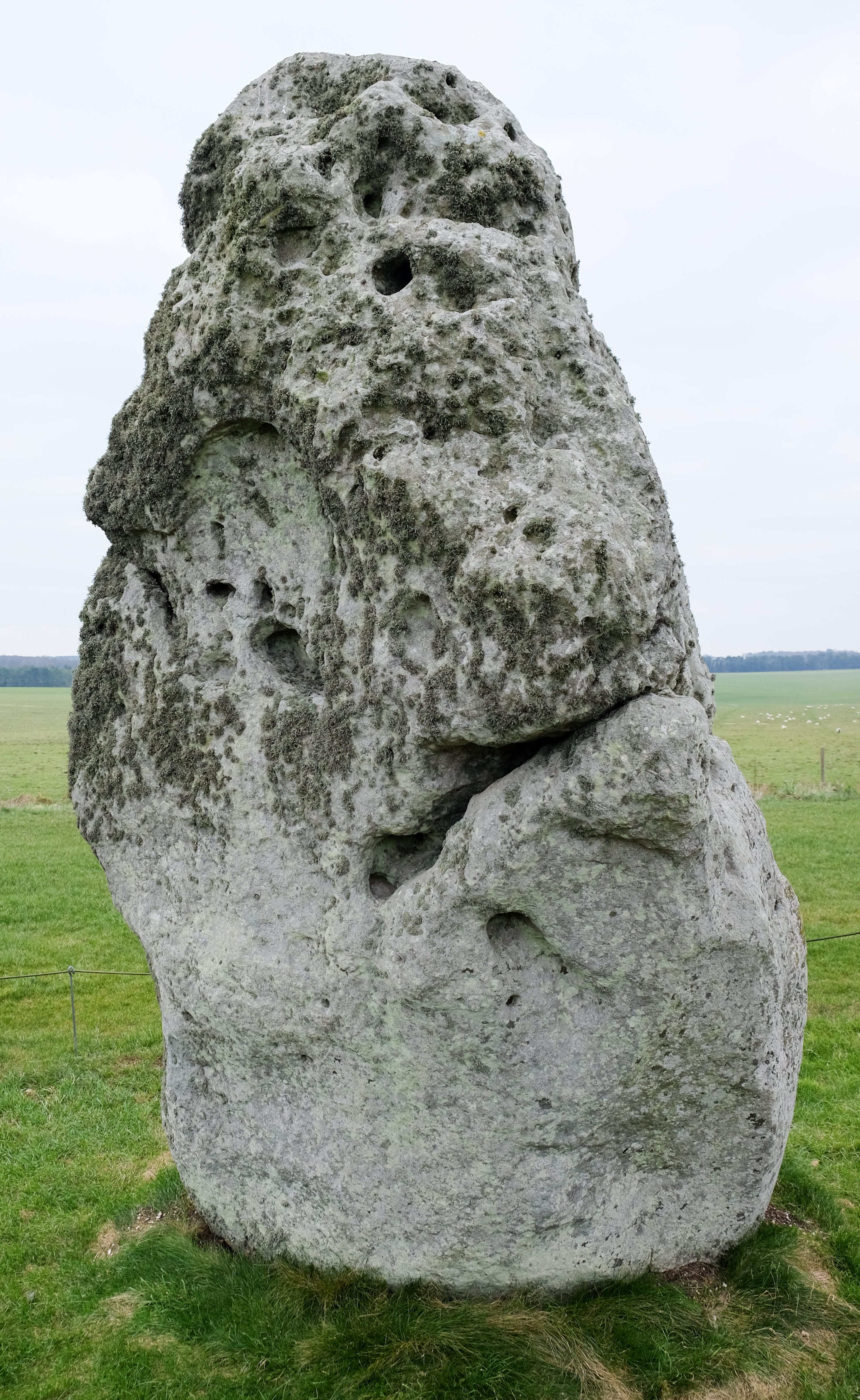
نمای جنوبی هیل استون

سنگ هیل (انگلیسی: Heel Stone) یک تکه سنگ بزرک تک است که بیرون سنگ‌کاری ورودی استون‌هنج و در فاصله ۷۷٫۴ متری مرکز استون‌هنج قرار دارد. مقطع آن شبیه مستطیل است و کمترین عرض آن ۲٫۴ متر است. ارتفاع آن به ۴٫۷ متر می‌رسد و کاوش‌ها نشان داده که ۱٫۲ متر هم در داخل زمین فرورفته است. وزن سنگ هیل حدود ۳۵ تن است. سنگ هیل در گودال سنگ هیل محصور شده است.